# Herschel Walker
Herschel Junior Walker (* 3. März 1962 in Wrightsville, Georgia) ist ein US-amerikanischer ehemaliger American-Football-Spieler, Bobfahrer und Politiker (Republikanische Partei). Walker spielte in der United States Football League (USFL) für die New Jersey Generals und in der National Football League (NFL) für die Dallas Cowboys, die Minnesota Vikings, die Philadelphia Eagles und die New York Giants auf der Position des Runningbacks. Er kandidierte bei den Wahlen zum Senat der Vereinigten Staaten 2022 für einen der beiden Sitze Georgias im US-Senat, verlor die Stichwahl jedoch gegen den demokratischen Amtsinhaber Raphael Warnock. Donald Trump erklärte 2024, dass er ihn zum Botschafter in den Bahamas ernennen würde.

## Kindheit und Highschool
Walker wurde als eines von sieben Kindern von Willis und Christine Walker geboren. Er besuchte die Johnson County High School in Wrightsville und spielte von 1975 bis 1979 für die Schulmannschaft. 1979 lief er 3.167 Yards, die den Trojans ihre einzige Staatsmeisterschaft einbrachten.

## College
Herschel Walker spielte für die University of Georgia, wo er 1982 die Heisman Trophy für den besten College-Football-Spieler gewann. Bereits in seiner ersten Saison (1980) als Freshman machte Walker auf sich aufmerksam. Er erlief einen neuen NCAA-Freshman-Rekord und wurde dritter bei der Abstimmung zur Heisman Trophy. Die Georgia Bulldogs beendeten die Saison ungeschlagen und gewannen die College-Meisterschaft mit einem Sieg im Sugar Bowl über die Notre Dame Fighting Irish.
Im Jahr 1999 wurde Walker in die College Football Hall of Fame gewählt.
Herschel Walker schloss seine Studien an der University of Georgia nicht ab, da er sich vor dem Abschluss für eine professionelle Sportkarriere entschieden hatte.

## Profi

### United States Football League
In der neu gegründeten United States Football League (USFL) sah Walker die Möglichkeit bereits nach seinem Junior-Jahr eine Profi-Karriere zu starten – etwas, das zu der Zeit in der NFL erst nach dem Senior-Jahr (vier Jahre nach dem Highschool-Abschluss) möglich war. Des Weiteren war es attraktiv für ihn, sich aussuchen zu können, wo er spielte. Walker versprach sich davon die Möglichkeit, mit Werbung zusätzlich viel Geld zu verdienen. Walker unterschrieb daraufhin 1983 einen Vertrag bei den New Jersey Generals, die im Besitz von J. Walter Duncan waren. Nach der Saison verkaufte dieser das Team an Donald Trump.
In den Jahren 1983 und 1985 erlief Walker jeweils die meisten Yards in der Liga – beim zweiten Mal erreichte er dabei über 4.000 Gesamt-Yards. In seiner USFL-Karriere schaffte er insgesamt 5.562 Yards in 1.143 Versuchen, mit einem Schnitt von 4,87 Yards pro Lauf.

### National Football League
Die Dallas Cowboys aus der National Football League (NFL) vermuteten, dass die USFL nicht weiter bestehen würde und sicherten sich Walkers Rechte, in dem sie ihn in der fünften Runde des NFL Drafts 1985 auswählten. Nachdem die USFL 1986 den Spielbetrieb einstellte, spielte Walker fortan für die Cowboys in der NFL. Bereits 1987 und 1988 wurde er dort in den Pro Bowl gewählt. Auf dem Höhepunkt seiner NFL-Karriere (1989), tauschten die Cowboys Walker in einem Aufsehen erregenden Tausch zu den Minnesota Vikings für fünf Spieler und sechs Draft Picks. Dieser Trade legte den Grundstein der Erfolge der Dallas Cowboys in den 1990er Jahren und wird als sehr schlecht für die Vikings angesehen, da die Spieler, die Dallas draftete, zum Großteil tragende Stützen des Teams wurden, das in der Folge drei Super Bowls gewann. Darüber hinaus war Walker bei den Vikings auch nicht annähernd so erfolgreich wie in den Jahren zuvor. Er spielte zweieinhalb Jahre für die Vikings und schaffte nie 1.000 Yards in einer Saison. Nach der Zeit bei den Vikings wechselte er dann noch zu den Philadelphia Eagles und den New York Giants. Nach den Giants spielte er gar noch einmal für die Cowboys, wo er als Runningback, aber auch als Wide Receiver eingesetzt wurde.
In zwölf Jahren in der NFL erreichte Walker 8.225 Yards im Laufspiel, 4.859 Yards nach Passfängen und 5084 Yards nach Returns, für insgesamt 18.168 Yards. Zum Zeitpunkt seines Karriereendes war er damit zweiter in der Geschichte der NFL, obwohl er die ersten drei Jahre seiner Profikarriere in der USFL spielte. Des Weiteren erzielte er 84 Touchdowns: 61 im Laufspiel, 21 als Passfänger und zwei bei Kickoff-Returns. Walker ist der einzige Spieler, der über 4000 Yards in allen drei Einzelbereichen erzielte. Er ist einer von nur sechs Spielern, der mehr als 60 Touchdowns im Laufspiel erzielte und 20 als Passempfänger fing (Jim Brown, Lenny Moore, Marcus Allen, Marshall Faulk, und Thurman Thomas sind die anderen). Im Jahr 1994 schaffte Walker einen besonderen NFL-Rekord. Er hatte einen Lauf über 90+ Yards, einen Passfang über 90+ Yards und einen Kickoff-Return über 90+ Yards in der gleichen Saison – womit er der einzige Spieler ist, der das je erreichte. Trotz aller Rekorde und besonderen Leistungen spielte Walker nie in einem Meisterschaftsteam.

## Andere Sportarten
Walker hat einen schwarzen Gürtel im Taekwondo und schaffte beinahe die olympische Teilnahme als Staffel-Läufer. Bei den Olympischen Winterspielen 1992 in Albertville erreichte Walker im Zweierbob den siebten Platz. Die 100 Meter lief Walker damals in 10,22 Sekunden, 100 Yards in 9,3 Sekunden.

## Leben nach dem Sport
Herschel Walker begann sich nach seiner Sportkarriere als Geschäftsmann zu betätigen. 1997 gründete er Renaissance Man Inc., ein Unternehmen, das sich mit dem Vertrieb von Gesundheitsprodukten befasst. Das Unternehmen schloss sich nach gemischten Erfolgen 2002 mit einem anderen Unternehmen zusammen und firmiert nun als American Consolidated Management Group (ACMG). Seine sonstigen Unternehmen agieren unter der 2002 gegründeten Muttergesellschaft H. Walker Enterprises. Das umsatzstärkste Unternehmen dieser Firmengruppe ist Renaissance Man Food, das als Zwischenhändler für Geflügelprodukte agiert und Hühnerfleisch unter der Marke Renaissance Man an Supermärkte und Einzelhändler liefert. Walkers Haupteinnahmequelle bildeten Markenrechte, Einnahmen aus Reden und Repräsentationen von Unternehmen.
Nach dem Ende seiner Football-Karriere begann Herschel Walker psychische Probleme zu entwickeln. Nach eigenen Angaben suchte er nach einem Vorfall 2001 psychologische Hilfe bei einem Traumaspezialisten, der bei ihm eine dissoziative Identitätsstörung diagnostizierte. Später suchte er eine Klinik im kalifornischen Torrance auf, wo diese Diagnose bestätigt und er weiter behandelt wurde. 2008 veröffentlichte Walker das Buch Breaking Free über seine Erfahrungen mit der Krankheit.

## Politik
Walker kandidierte bei den Wahlen zum Senat der Vereinigten Staaten 2022 in Georgia. Walker ist Republikaner und Anhänger von Donald Trump, so unterstützte er auch Trumps Versuche, die Wahl 2020 nicht anzuerkennen, und die Big Lie. Bei der Wahl zum Senat trat er gegen den demokratischen Amtsinhaber Raphael Warnock an, der erst in einer Nachwahl 2020 gewählt worden war. Er hat die Unterstützung von Trump:

“Woudn’t it be fantastic if the legendary Herschel Walker ran for the United States Senate in Georgia? He would be unstoppable, just like he was when played for the Georgia Bulldogs, and in the NFL. He is also a GREAT person. Run Herschel, run!”

„Wäre es nicht fantastisch, wenn der legendäre Herschel Walker für den United States Senat in Georgia kandidierte? Er wäre unaufhaltbar, genauso wie damals, als er für die Georgia Bulldogs und in der NFL gespielt hat. Außerdem ist er eine großartige Persönlichkeit. Lauf, Herschel, lauf!“

Im August 2021 meldete er den Wahlbehörden, dass er zur Wahl zum US-Senator in Georgia antrete. In der Woche davor hatte er seine Wählerregistrierung von Texas nach Georgia geändert.
Im Vorwahlkampf vermied Walker Pressekonferenzen, Debatten mit seinen Mitbewerbern und Interviews, mit Ausnahme ihm gewogener rechter Medien. Er nahm aber an großen Wahlkampfveranstaltungen mit Trump teil. Er konnte so kritische Nachfragen wegen übertriebenen Angaben zu seinen Geschäftserfolgen, Falschangaben zu seinem Collegeabschluss und zu Vorwürfen häuslicher Gewalt im Vorwahlkampf umgehen. In der republikanischen Vorwahl vom 24. Mai 2022 gewann Herschel Walker klar die Nominierung seiner Partei.
Im März 2022 sagte er in einem Gespräch mit einem Pastor der Sugar Hill Church in Sugar Hill:

“At one time, science said man came from apes. Did it not? Well, this is what’s interesting, though. If that is true, why are there still apes? Think about it.”

„Es gab eine Zeit, da sagte die Wissenschaft, der Mensch stamme vom Affen ab. Stimmt das nicht? Nun, das ist das Interessante daran. Wenn das wahr ist, warum gibt es dann noch Affen? Denken Sie darüber nach.“

Walker trat mit einer konservativen Agenda an und ist gegen das Recht auf Schwangerschaftsabbruch. Wenige Wochen vor den Wahlen wurde berichtet, dass Walker im Jahr 2009 seiner damaligen Freundin zur Abtreibung geraten und diese bezahlt habe. Walker bestritt dies. Seinem Sohn zufolge hat seine Familie ihn gebeten, nicht zu kandidieren, weil sie „alle seine Vergangenheit kannten“.
In der Stichwahl konnte sich Warnock mit rund drei Prozentpunkten Vorsprung durchsetzen.
Im Dezember 2024 verkündete der in November wiedergewählte Donald Trump, dass er beabsichtige, Walker zum Botschafter der Vereinigten Staaten auf den Bahamas zu ernennen.

## Privates
Herschel Walker heiratete 1983 seine College-Freundin Cindy DeAngelis Grossman. Nach 18 Jahren Ehe ließen sie sich 2001 scheiden. Walker heiratete 2021 Julie Blanchard, die angab, ab 2012 eine Beziehung mit ihm zu führen.
Im Jahr 1991 hatte Herschel suizidale Tendenzen und spielte Russisch Roulette mit sich selbst.
Herschel hat vier Kinder mit vier verschiedenen Frauen.

## Veröffentlichungen
- mit Bob Woodruff, Jaime Hennessey und James Hill: Break Free, New York 2008, Simon & Schuster, ISBN 978-1-4165-3748-9.